# 增子敦貴
增子敦貴（日语：／ Mashiko Atsuki，2000年1月5日—）是一位日本男歌手、演員。出生於福島縣郡山市，身高173公分，血型B型，日本男女混聲團體GENIC成員，經紀公司為愛貝克思管理。

## 演藝經歷
2016年，高中一年級的時候，增子的爸爸幫他報名了愛貝克思集團主辦的「Boys Award Audition」，雖然試鏡沒有入選，但後來接到經紀公司的聯絡，開始了演藝活動。2016年4月開始，以唱跳團體出道為目標的α-X's成員身分活動，2018年3月31日畢業。2018年至2022年，在網球王子音樂劇第三季中飾演白石藏之介。2019年6月7日開始，在Avex為了打造新的唱跳組合「a-genic project」企劃中以ATSUKI的名字活動，最後成功被選為正式出道成員。2019年6月21日，發行了第一本寫真書《A》。2019年11月15日，以GENIC成員身分開始活動並發行第一張數位EP《SUNGENIC ep》，同時以歌手、演員的身分活躍在演藝圈。

## 影視作品

### 舞台劇
- 網球王子音樂劇第三季（2018年12月20日－2020年5月31日）－飾演 白石藏之介
- 東京愛情故事（2022年11月27日－2023年1月22日，Tokyo Tatemono Brillia Hall）－飾演 三上健一
- 神隱少女（2024年3月11日－6月20日）－飾演 白龍

### 電視劇
- M 為了心愛的人（2020年7月4日，朝日電視台）
- 機界戰隊全開者（2021年3月7日－2022年2月27日，朝日電視台）－飾演 佐克斯•戈爾德茨卡
- 假面騎士聖刃 特別章（2021年7月18日，朝日電視台）－飾演 佐克斯•戈爾德茨卡
- 到了聯誼會上發現連一個女生都沒有的故事（2022年10月21日－12月23日，關西電視台）－飾演 萩
- 體感預報（2023年8月11日－10月13日，每日放送）－飾演 棚田葉（與 樋口幸平 雙主演）
- Qros之女（日语：Qrosの女）（2024年10月7日－12月9日，東京電視台）－飾演 藤井涼介
- 秘密〜THE TOP SECRET〜 第2集（2025年2月3日，關西電視台・富士電視台）－飾演 山崎蓮
- 熱戀王子（日语：熱愛プリンス お兄ちゃんはキミが好き）（2025年3月7日－4月25日，每日放送）－飾演 大和
- 因為北君太可愛了，我們決定3人共享這份幸福。（日语：北くんがかわいすぎて手に余るので、3人でシェアすることにしました。）（2025年7月1日－，關西電視台・富士電視台）－飾演 西野悠

### 網路劇
- 類似婚外戀愛的情事（日语：婚外恋愛に似たもの）（2018年，dTV）－飾演 高柳主税
- 第七特別死因處理課（2023年，DMM TV）－飾演 Sunao
  - 第二季（2024年）

### 電影
- 假面騎士聖刃 + 機界戰隊全開者 超級英雄戰記（2021年7月22日，東映）－飾演 佐克斯•戈爾德茨卡
- 機界戰隊全開者VS煌輝者VS前輩者（2022年4月29日，東映）－飾演 佐克斯•戈爾德茨卡
- 暴太郎戰隊Don BrothersVS全開者（2023年5月3日，東映）－飾演 佐克斯•戈爾德茨卡

## 外部連結
- 增子敦貴的X（前Twitter）
- 增子敦貴的Instagram帳戶

| 前任： 兵頭功海 （騎士龍戰隊龍裝者） | 日本超級戰隊系列金色戰士演員 機界戰隊全開者 2021年3月7日-2022年2月27日 | 繼任： 石川雷藏 （暴太郎戰隊DON BROTHERS） |